# Polisregion Syd
Polisregion Syd är en svensk polisregion inom Polismyndigheten som verkat från 2015. Polisregionens huvudort är Malmö.

## Organisation
Polisregion Syd bildades den 1 januari 2015, och är en av sju regioner i Sverige, vilka ersatte de tidigare 21 polismyndigheterna i landet. Geografiskt omfattar Polisregion Syd Blekinge län, Kalmar län, Kronobergs län och Skåne län, vilka tillsammans har åtta polisområden. Respektive polisområde är vidare indelat i lokalpolisområden. Polisregion Syd leds från Malmö, och har det samlade administrativa ansvaret för polisverksamheten inom regionen och även omfattar utredningsverksamhet, brottsförebyggande verksamhet och service.

### Blekinge län
Blekinge län är ett av åtta polisområden i regionen. Polisområdet har sitt huvudsäte i Karlskrona och består av fem lokalpolisområden.
Polisstationer i länet
- Karlshamn
- Karlskrona
- Olofström
- Ronneby
- Sölvesborg

### Kalmar län
Kalmar län är ett av åtta polisområden i regionen. Polisområdet har sitt huvudsäte i Kalmar och består av flera lokalpolisområden. Då det inte finns lokalkontor på alla större orter i länet finns även en mobil enhet som täcker in dessa områden.
Polisstationer i länet
- Borgholm
- Hultsfred
- Kalmar
- Mönsterås
- Nybro
- Oskarshamn
- Vimmerby
- Västervik

### Kronobergs län
Kronobergs län är ett av åtta polisområden i regionen. Polisområdet har sitt huvudsäte i Växjö och består av åtta lokalpolisområden, med två lokalpolisområden i Växjö.
Polisstationer i länet
- Alvesta
- Lessebo
- Ljungby
- Markaryd
- Tingsryd
- Växjö
- Växjö Dalbo
- Åseda
- Älmhult

### Skåne län

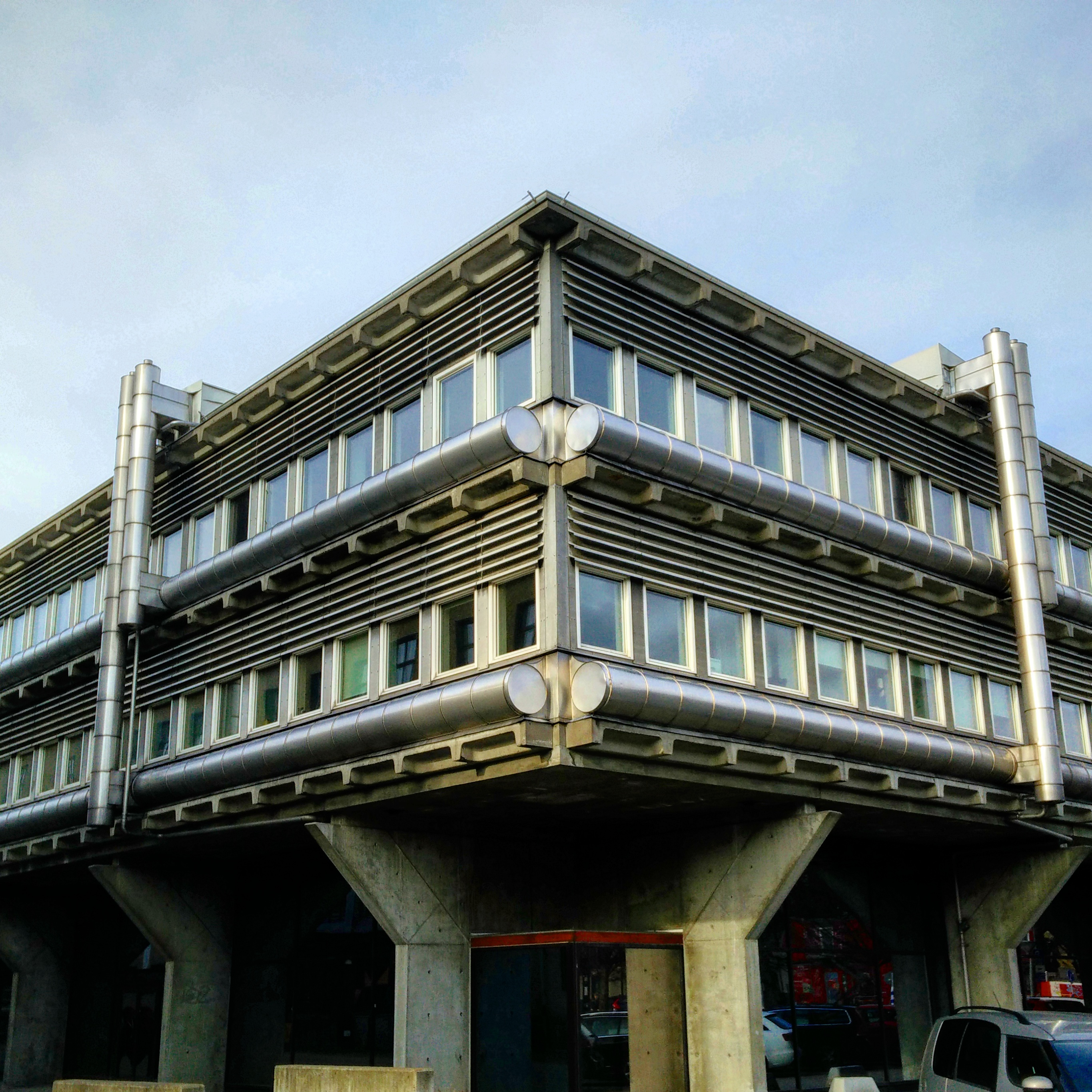
Polisstation i Malmö.

Skåne län utgör fem av åtta polisområden i regionen, nordöstra Skåne, nordvästra Skåne, mellersta Skåne, södra Skåne och Malmö, vilka i sin tur har lokalpolisområden.

## Regionpolischefer
- 2015–2017: Annika Stenberg (avgick 9 januari) [2]
- 2017–2017: Klas Friberg (Tf. 9 januari - 3 april) [2]
- 2017–idag: Carina Persson Tillträdde 3 april [3]